# Zimri
Zimri (in ebraico זִמְרִי; fl. IX secolo a.C.) fu il quinto re del Regno di Israele, salito al trono dopo aver ucciso re Ela in seguito a una congiura.
Il suo regno durò solo una settimana, in quanto il popolo fece re Omri.